# Вилла Карлотта

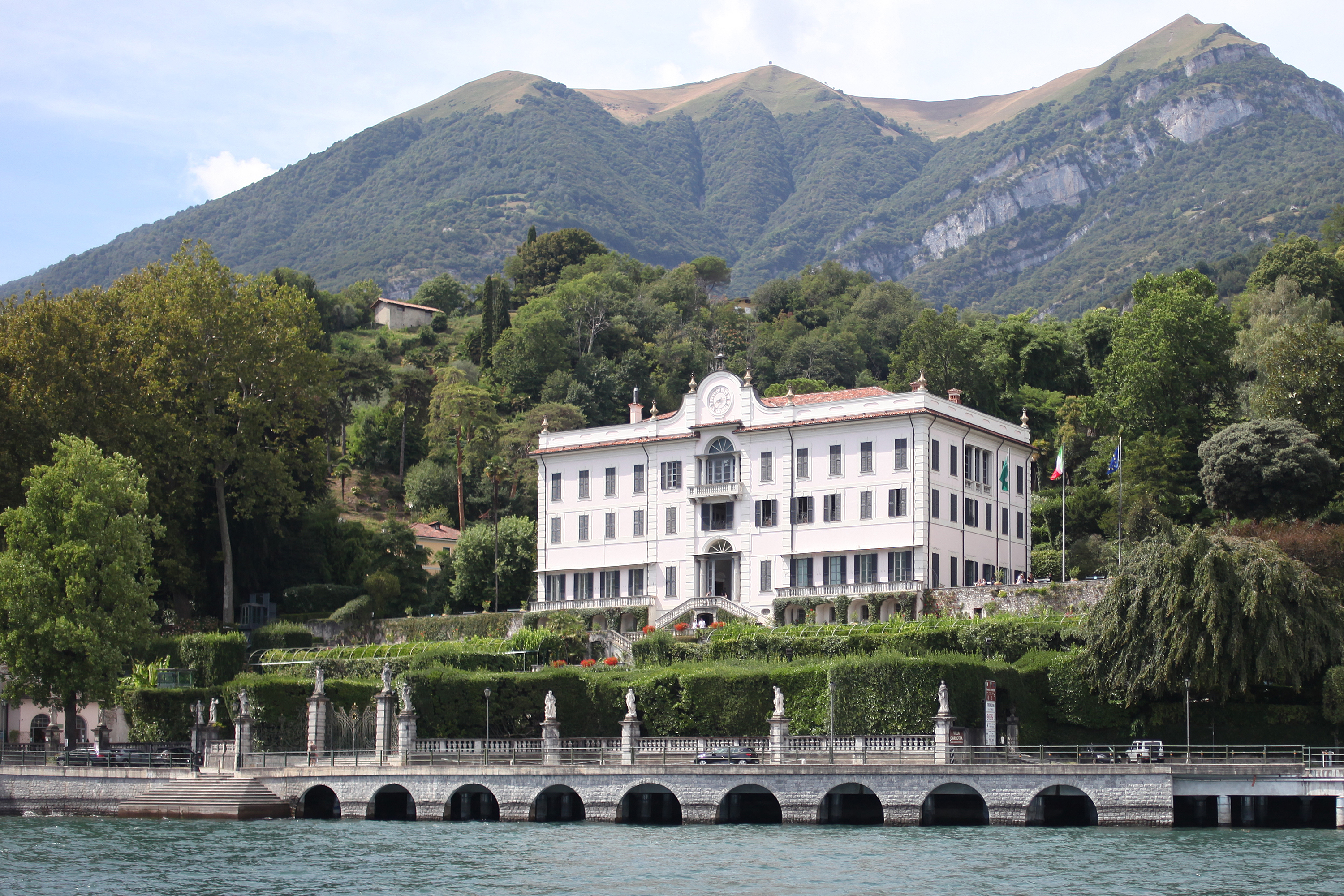
Вид со стороны озера

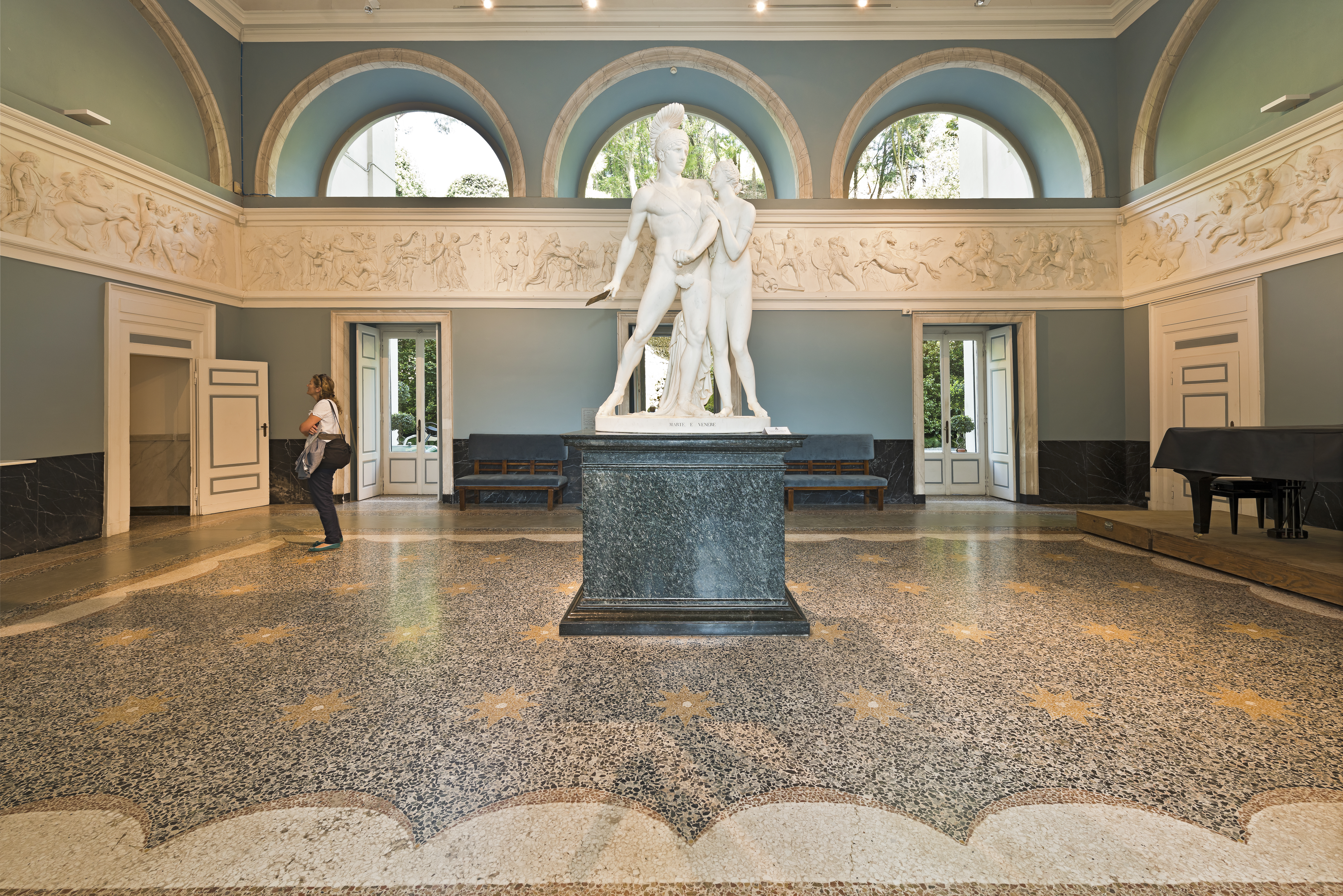
Фойе первого этажа со статуей Аквисти «Афродита, усмиряющая яростного Марса»

Вилла Карлотта (Villa Carlotta), известная в прошлом как вилла Клеричи и вилла Соммарива, — дворцово-парковый ансамбль на западном берегу озера Комо в итальянской коммуне Тремеццо, в 3 км к северо-востоку от виллы Балбьянелло и в 2 км к западу от виллы Мельци (расположенной на противоположном берегу озера в Белладжо). Известна первоклассным собранием искусства классицизма (мебель, статуи, камеи) и террасным парком, где представлены многие экзотические растения.
В 1690-е годы на месте виллы находилась усадьба миланского маркиза Джорджо Клеричи. Существующее здание виллы возведено в 1745 году при его сыне Антонио Джорджо. Поскольку владельца разорило строительство миланского палаццо, его дочь в 1801 году продала виллу богатому миланскому адвокату Джованни Баттисте Соммарива (1762-1826), который в то время возглавлял директорию Цизальпинской республики. Он рассчитывал стать в республике вторым человеком после Бонапарта, однако в 1802 году после назначения на это место своего соперника Мельци ушёл из политики. Похоронен в мавзолее на территории усадьбы.
Соммарива собрал богатую коллекцию современного ему искусства, часть которой разместил в своём парижском дворце, а часть — на приозёрной вилле. Продолжая соперничество с Мельци, украшавшим свою виллу на противоположном берегу озера, Соммарива модернизировал фасад здания, где появились большие часы и несколько балкончиков. В 1843 году его наследники продали имение прусской принцессе Марианне, которая уплатила за него 780 тысяч лир (в 10 раз больше, чем сам Соммарива).
Принцесса предназначала виллу в приданое своей дочери Карлотте по случаю её брака с Георгом Саксен-Мейнингенским. Новый владелец увлекался ботаникой и музыкой (в гости на виллу к нему наведывался Брамс), но был достаточно равнодушен к изобразительному искусству. Он не только переименовал виллу в честь супруги, но и украсил парк экзотическими растениями; вместе с тем часть произведений искусства была распродана. В 1857 г. Людвиг Бехштейн опубликовал брошюру с описанием виллы Карлотта.
После Первой мировой войны итальянское правительство объявило о национализации виллы Карлотты. Имение было превращено в музей, где выставлены произведения искусства, созданные по заказу Соммаривы такими мастерами классицизма, как Антонио Канова, Бертель Торвальдсен, Адамо Тадолини и Луиджи Аквисти. В парке есть уголки суккулентов и кактусов, а также бамбуковая роща площадью 3000 м², где представлены не менее 25 видов бамбука. Парк виллы входит в ассоциацию «Великие сады Италии».